# Ала-Арчинское кладбище

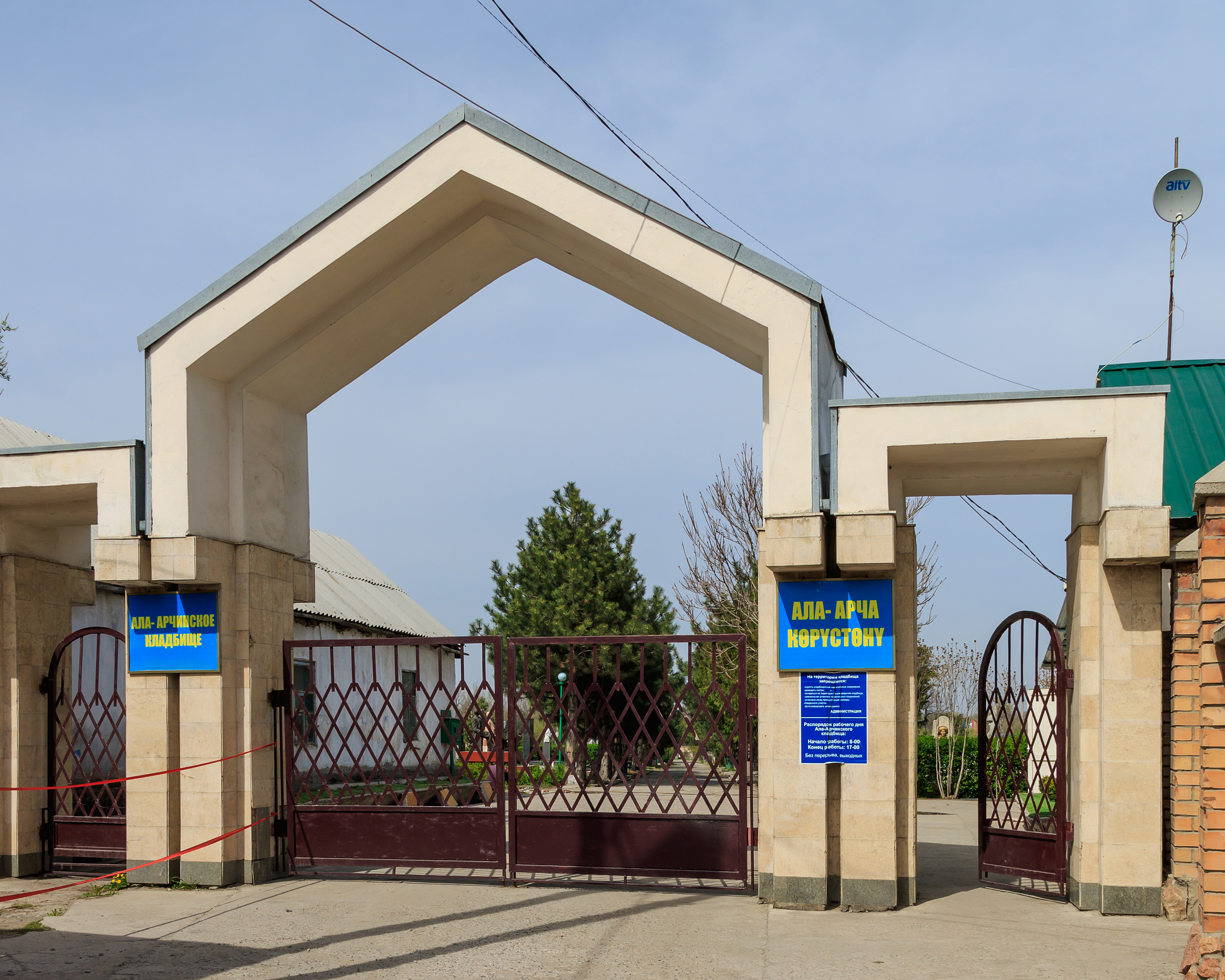
Ворота кладбища

Ала-Арчинское кладбище — одно из 5 кладбищ столицы Кыргызстана — г. Бишкек.

## Описание
Открыто в 1948 году. Тем не менее, первые захоронения жителей Пишпека на кладбище датируются 1920-ми годами.
По своему историческому и культурному значению является историко-мемориальным кладбищем, имеет государственную значимость. Престижное кладбище занимает 31 гектар земли.
С 1973 года решением Исполкома Фрунзенского горсовета кладбище с учётом ограниченности свободной территории предназначено для захоронения и перезахоронения граждан Киргизской республики, имевших при жизни статус государственных, политических и общественных деятелей Республики, а также заслуженных деятелей искусства, литературы, науки, образования, героев Киргизской республики.
В 2000 году кладбище расширено — за счет дополнительного участка сразу за входом в мемориал. Данный участок получил условное название «Раззаковский» — по имени Исхака Раззакова, перезахороненного на нем в 2000 году.

## Скульптура некрополя
Ала-Арчинское кладбище имеет статус мемориального, на нём редко представлены полномасштабные монументы в размер обычных городских, здесь много портретных вариантов — бюсты, барельефы
- надгробие И.К. Ахунбаева (скульптор , ....)
- надгробие Т.Океева